# Yer Demir Gök Bakır
Yer Demir Gök Bakır (en turc Terra de ferro, cel de coure) és una pel·lícula dramàtica alemanya-turca de 1987, escrita, produïda i dirigida per Zülfü Livaneli basat en la novel·la homònima de Yaşar Kemal, amb Rutkay Aziz com un simple vilatan elevat a l'estatus de santedat mentre encara viu. La pel·lícula, que es va estrenar a la secció Un Certain Regard al 40è Festival Internacional de Cinema de Canes el 4 de maig de 1987, va guanyar el premi OCIC al Festival Internacional de Cinema de Sant Sebastià 1987 i un premi alemany de càmera per a Jürgen Jürges.

## Argument
Els vilatans d'un poble d'Anatòlia consideren com a sant a Tasbash, un home savi del poble que els defensa contra el terratinent que els vol arrabassar les collites, malgrat l'hostilitat de l'alcalde, que ha aconsellat malament els seus conciutadans.

## Repartiment
- Rutkay Aziz
- Yavuzer Çetinkaya
- Gürel Yontan
- Uğur Esen
- Macide Tanır
- Serap Aksoy
- Tuncay Akça
- Yasemin Alkaya
- Rana Cabbar
- Melih Çardak
- Ingeborg Carsters
- Dilek Damlacık
- Eray Özbal
- Peter Schulze
- Yudum Yontan